# Cantuaria parrotti
Cantuaria parrotti là một loài nhện trong họ Idiopidae.
Loài này thuộc chi Cantuaria. Cantuaria parrotti được Raymond Robert Forster miêu tả năm 1968.